# Howard Flynn
Howard Flynn, és una sèrie de còmics creada pel dibuixant William Vance el 1964, a partir d'un guió de Yves Duval. Narra les aventures navals d'un oficial de la Marina Reial britànica a finals del segle xviii.

## Creació de la sèrie
El dibuixant de còmic William Vance tenia vint-i-vuit anys el 1964. Després de treballar en publicitat, va dibuixar durant gairebé dos anys un bon nombre d'històries completes per al Journal de Tintín. Howard Flynn és la seva primera sèrie.
Yves Duval, el guionista, treballa des de 1950 per la revista Tintín. És ja l'autor dels textos dels relats complets il·lustrats per William Vance. Construeix per a Howard Flynn un "escenari efectiu".
El dibuixant Vance apassionat per la història de la vela i les històries sobre aquest tema i havent tingut èxit a la revista Tintín, èxit basat en una sòlida documentació i imatges considerades esplèndides, el guionista Yves Duval va crear una sèrie dedicada a aquest tema. Aquest és el naixement de Howard Flynn, inspirat també en el "Capità valent" interpretat a la pantalla per Errol Flynn.
Contràriament als relats autèntics, Howard Flynn s'afirma des del principi de la sèrie com un còmic d'aventures en el sentit complet de la paraula.
La sèrie es crea en forma de còmic de narració seriada, publicada al Journal de Tintín, seguida d'altres cinc episodis de còmics del 1964 al 1968, després seguirà una novel·la el 1970 i una història curta el 1973, publicat a Tintin Sélection.

## Argument
Howard Flynn, fill de Lord Flynn, es va graduar a la High Naval School el 1785. Oficial de la Royal Navy, viu aventures al mar i a terra, escapa a les traïcions, frustra els complots i intrigues, i esdevé comandant de nau.

## Els episodis
Taula amb els episodis del protagonista a la versió original.
| Títol                                        | Data | Nre.de pàgines | Publicat a        | Als números            | Editorial               | Notes                                      |
| -------------------------------------------- | ---- | -------------- | ----------------- | ---------------------- | ----------------------- | ------------------------------------------ |
| Le premier voyage du lieutenant Howard Flynn | 1964 | 30             | Journal de Tintín | 4 al 18                | Les Éditions du Lombard | Per l'edició belga                         |
| À l'abordage                                 | 1964 | 30             | Journal de Tintín | 52 (1964) al 14 (1965) | Les Éditions du Lombard | Per l'edició belga                         |
| Tête de fer                                  | 1966 | 6              | Journal de Tintín | 48                     | Les Éditions du Lombard | Per l'edició belga                         |
| Le neveu de l'amiral                         | 1967 | 7              | Journal de Tintín | 21                     | Les Éditions du Lombard | Per l'edició belga                         |
| Mission diplomatique                         | 1967 | 7              | Journal de Tintín | 37                     | Les Éditions du Lombard | Per l'edició belga                         |
| La griffe du tigre                           | 1968 | 22             | Journal de Tintín | 48 (1968) al 5 (1969)  | Les Éditions du Lombard | Per l'edició belga                         |
| L'or du Constellation                        | 1970 |                | Journal de Tintín | 21 al 26               | Les Éditions du Lombard | Novel·la per entregues, per l'edició belga |
| Cap sur Nazare                               | 1973 |                | Tintin Sélection  | 20                     | Les Éditions du Lombard | Relat curt                                 |

## Posteritat
William Vance manté el mateix tema marítim per a la sèrie que llavors va crear, Bruce J. Hawker.